# Legado (álbum)
Legado é o décimo primeiro álbum de estúdio do cantor de rock cristão Brother Simion, lançado em julho de 2016 pela gravadora Radar Records. A obra foi produzida pelo próprio cantor e lançada doze anos após o anterior disco inédito do artista, Eclipse (2004).
As gravações iniciaram-se em 2014, após um convite de Netinho para que Brother Simion voltasse ao estúdio. Entre trinta faixas previstas para o disco, os músicos selecionaram cinco e incluíram mais dois remixes da faixa-título, "Legado". A obra foi gravada praticamente em silêncio e Brother divulgou o álbum dias depois de lançado.
Legado recebeu avaliações positivas da mídia especializada e foi o primeiro disco lançado por Simion após o maior hiato de sua carreira.

## Antecedentes
Em 2004, Brother Simion lançou, de forma independente, o álbum Eclipse. O disco, composto por canções inéditas, foi base de Testemunho, lançado no ano seguinte, que incluiu três canções da obra em formato acústico com o testemunho de vida do cantor. Em 2007, comemorando 18 anos de carreira, registrou dez sucessos na coletânea Gênesis For New Generation. Simion, mais tarde, deixa a cidade de São Paulo, onde residia, e se muda para Berlim, na Alemanha, com o objetivo de realizar missões.

"Como estou “out” do Brasil há alguns anos, e também “out” dessa corrida artística, não estou tão ligado no que tá rolando. Aliás, eu tô bem longe do cenário “artístico” nesses últimos tempos. Descobri que já fui um artista gospel"

—Brother Simion, 2012.
Após isso, Simion apareceu pouco pelo Brasil. Em 2011, participou do álbum Inesquecível, de Estevam Hernandes, projeto ao vivo em que várias de suas composições foram regravadas.[carece de fontes?] No ano seguinte, o artista liberou uma música inédita em seu site oficial, chamada "Beautiful", como prévia de um disco novo produzido por Lucas Nogueira, o qual foi gravado. A obra chegou a ser mixada, mas o lançamento foi cancelado, sem qualquer explicações do intérprete, que retirou seu site do ar.
Em 2012, Brother concedeu entrevista ao guitarrista André Mira, ex-integrante da primeira formação do Katsbarnea. Nas respostas, o cantor afirmou que prefere ficar mais interessado a ter mais tempo com sua família e para momentos devocionais e que, além de tudo, estava distante do que ocorria no Brasil, incluindo em termos artísticos.
Brother ainda passou mais uma temporada no Brasil até retornar para a Europa. Durante este período, praticamente não deu entrevistas, sequer anunciou novidades. Em um processo lento de digitalização de seu catálogo entre 2011 e 2015, a gravadora MK Music liberou os álbuns Redenção (2001) e A Volta de Johnny (2002) nos canais de música digital. Em maio de 2016, a gravadora Radar Records relançou Gênesis For New Generation com o título Gênesis e uma nova capa nas plataformas digitais.

## Lançamento
| Críticas profissionais | Críticas profissionais |
| Avaliações da crítica  | Avaliações da crítica  |
| Fonte                  | Avaliação              |
| ---------------------- | ---------------------- |
| Super Gospel           | [ 11 ]                 |

Em 4 de julho de 2016, Legado foi lançado nas plataformas digitais pela gravadora Radar Records. Simion não se manifestou em suas redes sociais, mantendo-se em silêncio sobre a obra até o dia 18 de julho, quando simplesmente publicou um link com o disco, sob o título "CONFIRA NOVO LANÇAMENTO". Imediatamente, a imprensa evangélica publicou sobre a obra, especialmente pelo tempo em que Brother não lançava novos discos. Dois dias depois, o cantor destacou alguns versos da música "Legado", a faixa-título.
Uma crítica positiva publicada no Super Gospel afirma que, com o trabalho, "o cantor continua no posto de artista mais inventivo da música cristã brasileira, ao passo que reafirma sua a identidade". O texto destaca a produção musical e os arranjos suaves das músicas.

## Faixas
Todas as letras e músicas por Brother Simion.
1. "Legado" - 4:24
2. "Jumping In The Air" - 3:31
3. "Uma Voz do Céu" - 7:04
4. "The Way To Your Heart" - 4:14
5. "Everlasting King" - 4:20
6. "Legado (Remix)" - 3:31
7. "Legado (Brasil Remix)" - 3:34

## Ficha técnica
Lista-se abaixo os profissionais envolvidos na produção de Legado.
- Brother Simion - vocais, arranjos
- Netinho - produção musical e guitarra
- Robinho Tavares - baixo
- Ted Furtado - baixo
- Ney Gomes - teclado
- Juninho Vargas - bateria
- Pitita Mayr - bateria
- Jean - violão e guitarra
- Taimes - guitarra
- Sacha Guedes - vocal de apoio
- Fico - vocal de apoio
- Anselmo Santos - arranjos em "Legado (Remix)" e "Legado (Brasil Remix)"
- Campos Junior - mixagem e masterização